# جامع بحسيتا
جامع بحسيتا هو جامع تاريخي يقع في المنطقة القديمة في حلب.
وهو مسجد ذو منارة جميلة تم بناؤه في العام 751 هجرية و1350 ميلادية كما تبين الكتابة المؤلفة من سطر واحد وبطول 1 متر و20 سم وذلك على محيط مثمن المئذنة أسفل قاعة الشرفة.

## تاريخ الجامع
سمي «جامع بحسيتا» نسبة إلى اسم الحي الذي يوجد فيه.
```
ويرجع تاريخه إلى الفترة المملوكية. وقد بني عام 1350. في عام 1911 ، تم نقل مئذنة المسجد ذات الأضلاع الثماني إلى الجانب الشرقي من المبنى للسماح بمساحة كافية لتوسيع الشارع المجاور.
```